# 塞巴斯蒂安·維泰爾
塞巴斯蒂安·維特爾（德語：Sebastian Vettel，1987年7月3日—），德國賽車手，四屆一级方程式世界车手冠军
維特爾於2006年作為寶馬索伯車隊的測試車手開始了他的一級方程式職業生涯，並於2008年為紅牛二隊參賽。維特爾於2009年晉升紅牛車隊。維特爾於2015年取代費爾南多·阿隆索加盟法拉利車隊。他於2020賽季結束時與法拉利車隊分道揚鑣，轉而與阿斯顿·马丁车队一起參加2021和2022賽季的比賽，2022年7月，维特尔在个人社交平台宣布在2022年赛季结束后退役。

## 家庭和個人生活
維特爾出生在黑彭海姆。他有一个弟弟Fabian和两个姐姐: 當牙科技术员的Melanie和當残疾儿童理疗师的Stefanie。维特尔在一次采访中表示，他在学校的表现很差，但他在黑彭海姆的starkenburg体育馆（学术中学）通过了他的学校考试（“Abitur”），成績還不錯。
他曾说过，他童年时代的英雄是“三个迈克尔”——麥可·傑克森、麥可·喬丹和麥可·舒馬克，并提到他想成为迈克尔·杰克逊那样的歌手，但他意识到，他沒有像迈克尔·杰克逊那样的聲線。。
维特尔也是披头士的粉丝，收集了几张唱片，包括《Abbey Road》和他最喜欢的歌曲《Drive My Car》。在《Top Gear》的采访中，维特尔说他是英国喜剧《小不列颠》(Little Britain)和巨蟒剧团（Monty Python）《布莱恩的生活》（Life of Brian）的粉丝。
维特尔住在瑞士的图尔戈维亚。他也是德国足球运动员法兰克福的球迷。维特尔称自己是有竞争力的，不公開的，没有耐心的。维特尔也出现在广告中。维特尔在电影《汽车总动员2》的版本中提供了角色塞巴斯蒂安·施耐德的配音。
维特尔已經在2019年和儿时的朋友汉娜·普拉特（Hanna Prater）結婚。2014年1月，维特尔第一次成为父亲，他的女儿艾米莉（Emilie）出生。2015年9月，维特尔第二次成为父亲，他的第二个女儿玛蒂尔达（Matilda）出生。2019年11月，他的第三个孩子出生。2015年，福布斯估计维特尔的年收入为3300万美元。在F1赛道上，他的前法拉利队友基米·莱科宁是他的好朋友。
塞巴斯蒂安的弟弟Fabian也是赛车手。他将参加2017年奥迪（Audi）运动TT杯的比赛。
維特爾能操德語（中西方言）、芬蘭語、法語（標準語、魁北克方言）、義大利語和英語。

## 一級方程式

### 2006年

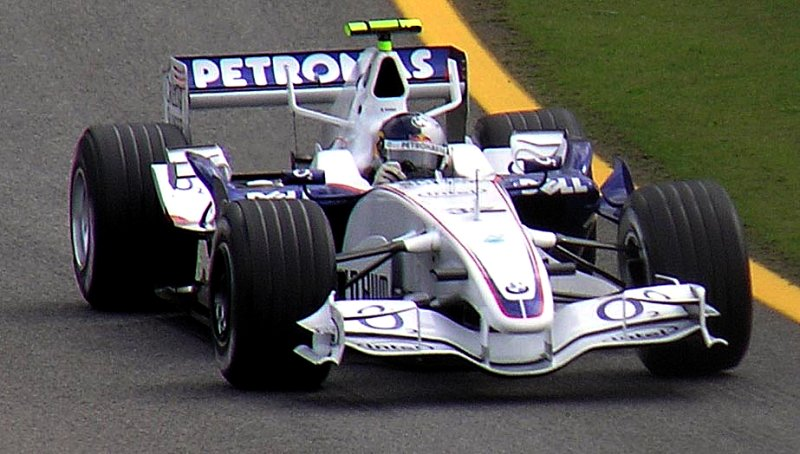
维特尔在2006年巴西大獎賽練習。

维特尔在2006年成為了寶馬薩伯車隊測試車手，在2006年土耳其大獎賽中，由于雅克·维伦纽夫的退出而成为车队第三车手，后由羅伯特·古碧沙所取代。

### 2007年
在2007年賽季，當羅伯特·古碧沙取代其位置。在土耳其大獎賽中的星期五練習賽，更成為了最快圈速的車手。此外他在該季繼續為車隊以測試車手出賽。
2007年賽季，他是寶馬薩伯車隊的測試車手，此外他繼續參與雷諾方程式的比賽。古碧沙在加拿大大獎賽中發生嚴重意外，需要留院觀察，因此維特爾取代了古碧沙，在2007年美國大獎賽中首次為車隊出賽。比賽中排第七名起步，最終以第八名完成比賽，他成為了現時在一級方程式賽車最年輕取得分數的車手（19歲349日，此紀錄其後於2014年澳大利亞大獎賽被丹尼爾·科維亞特所破），打破了由英國車手，以20歲2個月7日在2000年巴西大獎賽，當時他以第六名完成比賽。
随后从匈牙利大奖赛起维特尔加入红牛二队取代美国车手斯皮德。在日本大奖赛上他一度排在第三，本有机会登上颁奖台，然而在第46圈却因为经验不足被领跑的汉密尔顿的动作干扰，撞上排在第二的红牛车手马克·韦伯，两人双双退赛，赛后他痛哭失声。紧接着在中国大奖赛上，维特尔从第17位起步，获得第4名，表现突出。2007赛季维特尔共参加了8场大奖赛，获得6个积分。

### 2008年
本季初，红牛二队使用2007年的旧车STR02B参赛，由于赛车稳定性及发车的拥挤，维特尔连续四站遭遇退赛。在摩纳哥站红牛二队推出本季新赛车STR03后维特尔表现开始急速攀升，多场比赛均获得稳定的积分，排位赛更是每次都能跻身第三节决战。
在2008年意大利大奖赛上维特尔夺得其F1职业生涯的第一个杆位和分站冠军。同时打破F1史上最年轻的杆位和最年轻的分站冠军两项记录，成为历史上最年轻的双料冠军。在收關之战巴西大奖赛上，维特尔于倒数第三圈成功超越汉密尔顿，差点毁了后者即将到手的世界冠军。本赛季维特尔共获得积分35分，年终总排行第八，其个人积分甚至超过了该年度红牛车队的车队积分。
由于本年度的优异表现，2009年维特尔转会到了红牛车队。

### 2009年

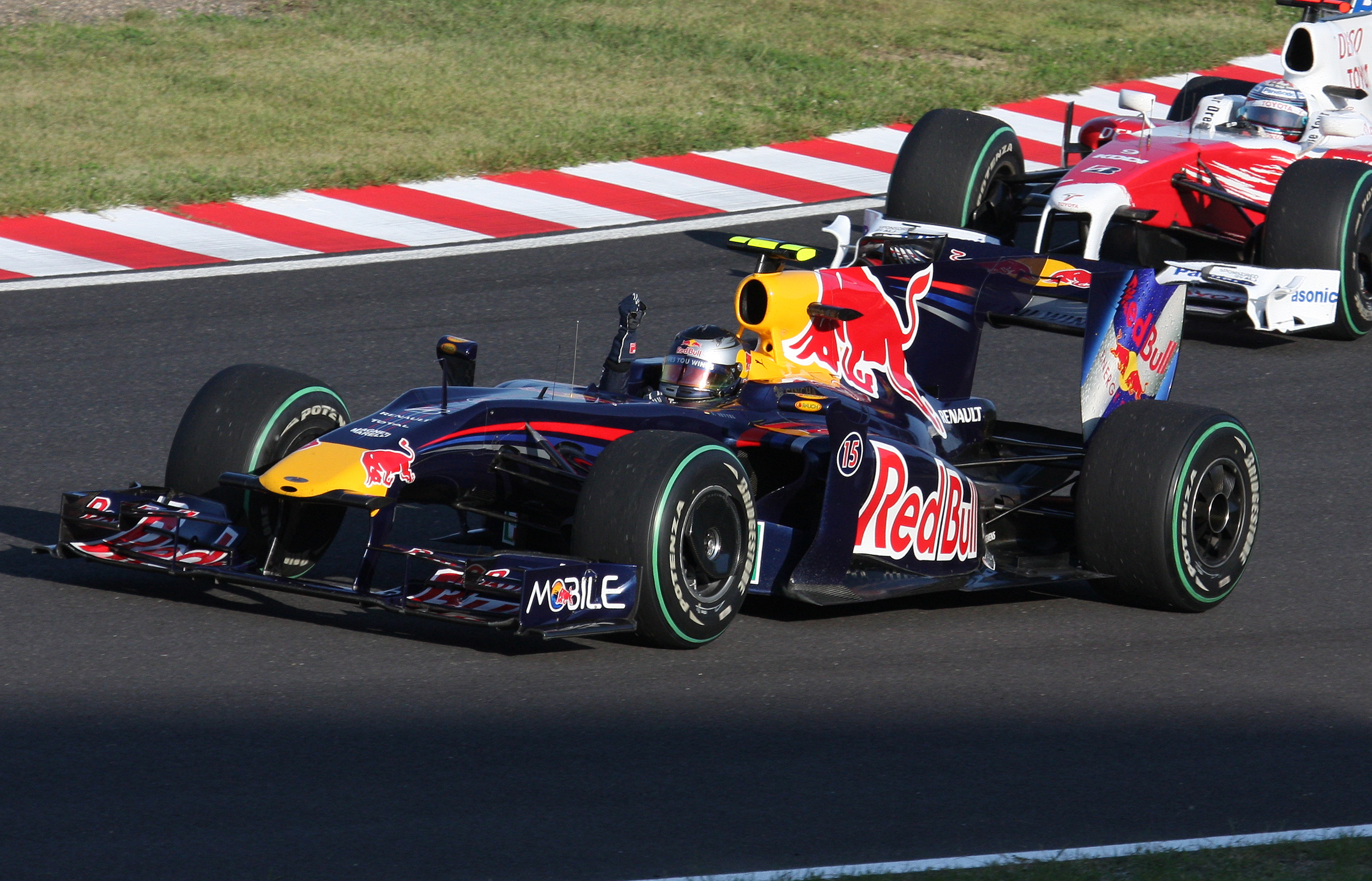
维特尔慶祝勝出日本站賽事

维特尔转会到紅牛車隊繼續其F1生涯。在2009年F1上海大奖赛排位赛上，维特尔夺得了个人职业生涯的第二个杆位，同时也是他为红牛车队夺得的第一个杆位。正赛中，维特尔在大雨中稳健发挥，获得了个人的第二个分站冠军，帮助红牛车队包揽了2009年F1上海大奖赛的1-2名。在土耳其站排位擊退布朗車隊排頭位出賽，但在第一圈被詹森·巴頓超越。只得季軍。接著在英國站獲排頭位出賽，並取得勝利及最快圈速，随后在德国站夺得第二，与队友马克·韦伯再次为红牛车队包揽冠亚军。
然随后红牛RB5赛车使用的雷诺引擎出现稳定性故障，维特尔连续两站引擎报废，失去追赶詹森·巴頓的最好机会，且可用的引擎也仅剩一台。欧洲站后红牛车队决定调低引擎转速以保护引擎。随后维特尔在比利时斯帕站第八位起步登上颁奖台，在蒙扎亦获得一分。在新加坡夜战中维特尔本有机会获得亚军，然FIA判定他于维修区内超速而加罚，最终维特尔以第四名完赛。赛后红牛车队表示维特尔并没有超速，而是FIA使用的测速方法存在问题。
在日本大奖赛上，维特尔对于首次出战的铃鹿赛道表现出了极好的适应能力，轻松夺得杆位并且正赛中全场领先夺得个人第4个分站冠军。

### 2010年
在巴林站的比賽，獲得桿位，原本一直取得領先優勢，但是中途汽車出現問題被法拉利車隊兩名車手超越，只得第四名。在馬來西亞站取得首場勝利。接著在摩納哥站取得亞軍，與隊友韋伯包辦一二名，之後又在歐洲站奪冠。在本赛季最后一站阿布达比赛段，维特尔夺得赛段冠军，并以256分夺得年度车手总冠军，成为F1史上最年轻的车手冠军。

### 2011年

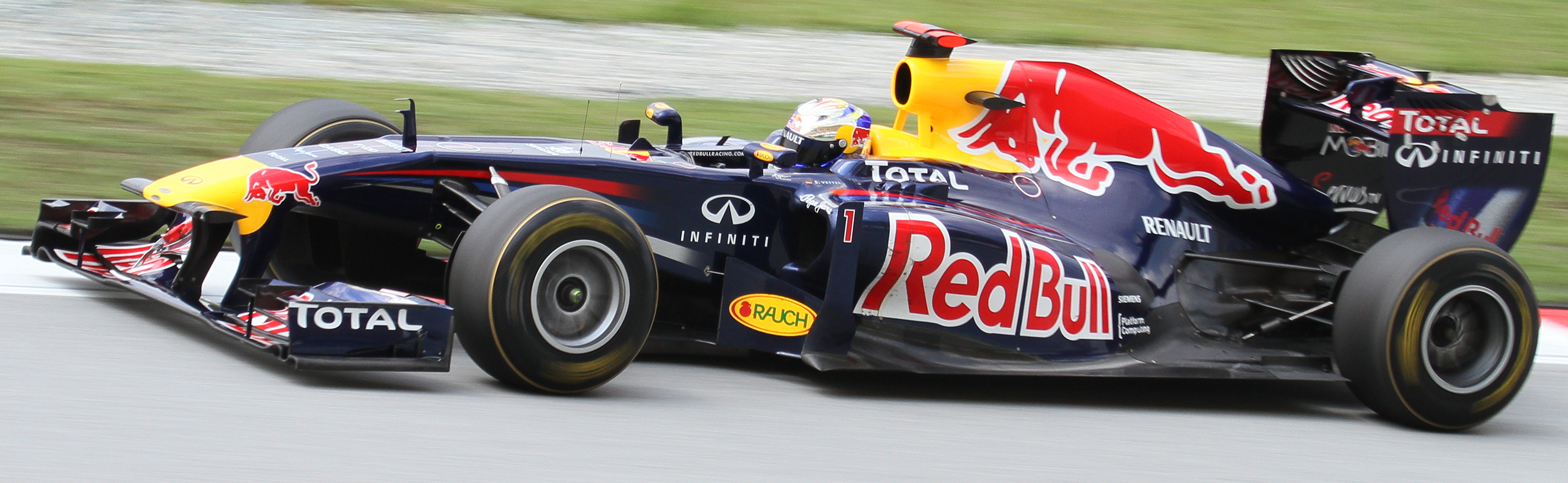
维特尔在馬來西亞站取得四連勝。

在澳洲站沒有意外地獲得桿位出賽，接著在正賽中於大部份時間佔有領先優勢取得勝利。在最初的九站比賽中，维特尔一度保持進入頒獎台的優勢，直到德國站表現不理想，對其他對手有機可乘，以第四名完成。在维特尔三場不勝出，終在比利時站取勝。由於在賽季連番勝利，在車手榜帶離其他車手，並在日本站提前奪得總冠軍。在之後维特尔挑戰單季桿位及冠軍紀錄，在巴西站，成功打破奈杰尔·曼塞尔的桿位紀錄。

### 2012年
2012年维特尔再次和馬克·韋伯搭檔。開幕站澳大利亞站雖然维特尔在排位賽只跑出第六，但最終拿下了第二名。第二站馬來西亞站和印度力量車隊的尼古拉斯·賀根堡發生碰撞導致爆胎，最終以第十一名完賽。賽後訪問维特尔罵對方白痴，並且在比賽中透過車載攝影機反映了维特尔對尼古拉斯比中指引發了爭議。

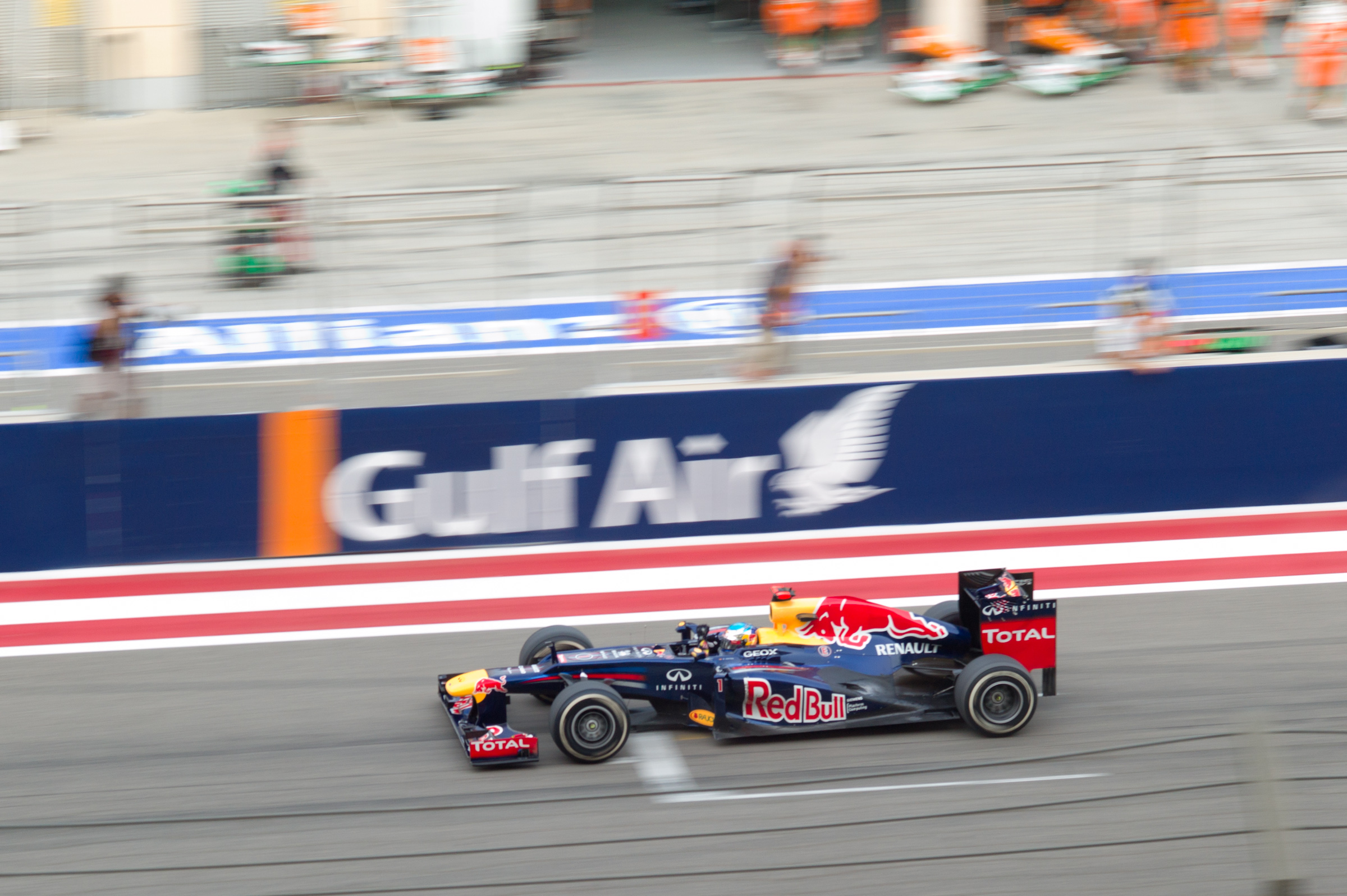
维特尔於巴林賽取得第一場勝利。

第三站中國站维特尔在排位賽Q2被淘汰在預選賽中的第11位不能提前到Q3資格賽，最後拿下了第五。終於维特尔在第四站巴林大獎賽取得了桿位並獲得了第一勝。在新加坡站之後取得了四連勝。維特爾在阿布扎比站排位賽由於油箱內剩餘油料不足，被取消排位賽資格，從最後一名的位置起跑。在開賽後不久鼻翼就因碰撞他車受損，在Safety Car期間更進一步地碰壞他的前翼，被迫得立刻進站，再次掉到最後。但在兩次Safety Car的幫助之下維特爾抄掉了詹森·巴頓拿下了第三名。在最終站巴西站開賽不久與布鲁诺·塞纳碰撞跌到最後1名，並且在維修站多花了點時間。但在维特尔的追趕下最後拿到了第六名，車手積分以281比费尔南多·阿隆索的278分3分之差完成車手3連霸。繼胡安·曼努埃爾·范吉奧（1954至1957年賽季）、麥可·舒馬克（2000至2004年賽季）之後，第3位完成年度車手冠軍三連霸的人，並以25歲的年紀成為史上最年輕的三連霸得主。

### 2013年
2013年维特尔继续和马克韦伯搭档，在第二站马来西亚大奖赛上，维特尔无视车队指令强行超越队友马克韦伯造成相当争议。結果在該站兩位車手衝線時被傳媒影到马克韦伯疑似向维特尔舉中指。第八站英国大奖赛上，维特尔遭遇全年唯一的一次退赛，原因是变速箱故障。但过了夏休期后，维特尔气势如虹，包揽2013年度下半赛季全部9站的所有冠军，超过阿尔贝托·阿斯卡里的单赛季最长分站连胜纪录，追平舒马赫的单季最多分站冠军记录，并提前四站在印度大奖赛上卫冕其第四个也是连续第四个世界冠军，在世界冠军数排行上超越艾尔顿·塞纳、尼基·劳达等前辈与阿兰·普罗斯特并列史上第三。而且只計算維泰爾的積分，紅牛車隊就已足夠贏得車隊冠軍。

### 2014年
2014年是新引擎等规则实行的第一年，红牛车队由于雷诺提供的动力单元的疲软在赛季中期之前一直没有很好的表现，不过维特尔表现得比新晋队友丹尼尔·里卡多更难以驾驭RB10，因為維泰爾更偏好高下壓力的賽車。最终赛季积分为167分，总排名为年度第五；而其队友里卡多以238个积分成为年度季军。

### 2015年
2009年8月21日宣布，紅牛和维特尔延長他的合約直到2011賽季結束與2012年的選項。2011年3月14日的選項，维特尔擴大了他與車隊的合約，直到2014年年底。维特尔已經提到他想在一個時間點在他的職業生涯中為法拉利開車，傳聞有不具約束力的合約與選項，在2014年，儘管紅牛認為他將留下來只要他們提供一部具有競爭力的車子。 在此之前的2011年日本大獎賽，紅牛的顧問赫爾穆特·馬爾科表示，他希望维特尔的合约延長兩年，到2016年。直至2014年10月3日，紅牛車隊正式確定维特尔於明年起離隊，而入替者為紅牛青年隊的俄羅斯車手丹尼爾·科維亞特；而他明年(2015年)則加盟法拉利車隊，搭档基米·莱科宁。
加盟法拉利的首个赛季，维特尔拿下了马来西亚站、匈牙利站以及新加坡站三站冠军，以278个积分位列车手积分榜年度季军。

### 2016年
本赛季，维特尔虽然有7次登上领奖台，但拜本赛季异常强势的梅赛德斯车队所赐没有获得一场胜利。由于3场退赛和1场未起步，使得他在积分方面落后于前队友丹尼尔·里卡多，最终维特尔以212分位列车手积分榜年度第四。

### 2017年
本赛季，维特尔展示出了四届世界冠军的能力，拿下了澳大利亚站、巴林站、摩纳哥站、匈牙利站和巴西站5场比赛的胜利，以及4个杆位。但是由于维特尔在新加坡站在杆位起跑后与队友莱科宁碰撞，两辆法拉利在第一圈双双退赛，将本站积分拱手让给了主要对手刘易斯·汉密尔顿。再加上之后日本站上的退赛，而提前结束了与汉密尔顿的车手总冠军争夺。本赛季维特尔以317个积分位列车手积分榜年度亚军。
此外在阿塞拜疆站上，在安全车带领比赛期间，由于不满汉密尔顿的降速压车，维特尔开出车阵，用自己的右胎撞向汉密尔顿以示不满。该不冷静的举动受到了赛会对维特尔处以10秒罚时以及扣除超级驾照上的3分。
2017年8月26日，法拉利車隊官方宣布與維特爾續約三年，這位德國車手將繼續效力法拉利直到2020年賽季。

### 2019年
2019賽季，搭配隊友查爾·陸克萊，這是维特尔在法拉利生涯中搭配的第二個隊友。因為和2014年遇到的狀況一樣，無法適應賽車所以他僅位列车手积分榜年度第五名，落後於陸克萊。

### 2020年
2020年5月12日，法拉利车队和维特尔宣布在赛季结束后不再续约。但事后维特尔方面称是法拉利单方面宣布不续约，并没有和他进行任何商谈。而根据接替维特尔位置的小卡洛斯·塞恩斯表示，他与法拉利的接触从2019年冬天就已经开始了。本赛季受到COVID-19病毒疫情影响，赛事推迟到7月才开赛，过去的4个月车队进入休赛期，加上受到上赛季动力单元被国际汽联检查的影响和空气动力学的设计思路变更，本赛季法拉利SF1000竞争力大幅减弱；维特尔相较于勒克莱尔的表现也更显逊色，多场比赛的排位赛止步于Q2阶段。在70周年大奖赛后维特尔认为车队策略组偏袒于勒克莱尔，使得他该站比赛最终在进站后陷入车阵之中，难以获得更好的比赛节奏，本站他以12名完赛，未获积分。而法拉利方面认为维特尔在第一圈的失误导致后来其比赛错失更好的位置。但也承诺将在西班牙站上为维特尔更换新的赛车底盘，以试图帮助德国人脱离目前的逆境。在西班牙站，维特尔以第7名完赛，成为继汉密尔顿之后第二名一级方程式赛事积分达到3000分的车手。在土耳其站，维特尔在大雨中表现出色，发车即上升至第五位，并在最后时刻上到第三，赛季首次也是唯一一次登上领奖台。

### 2021年
在2020年9月，维特尔和赛点车队达成协议，2021年赛季起，维特尔将加入阿斯顿·马丁车队担任主力车手。
2021年6月6日，2021年阿塞拜疆大奖赛維泰爾奪得亞軍，這是他新賽季也是代表新車隊阿斯顿·马丁的第一個頒獎台。 稍後他在2021年匈牙利大奖赛中再度為阿斯顿·马丁奪得亞軍。後因車檢問題遭取消成績。
賽季結束時，他僅位列車手積分榜年度第12名。

### 2022年
2022年赛季首站巴林大奖赛前，维特尔被检查出新冠阳性，缺席了首站比赛；他的位置由阿斯顿马丁车队的后备车手德国同乡尼克·霍肯伯格替补上场。第二站沙烏地阿拉伯大獎賽前。由于维特尔的新冠检测依旧为阳性，他将缺席第二场大奖赛，霍肯伯格依旧替位参赛。
澳大利亚大奖赛前，阿斯顿·马丁车队宣布，维特尔已经康复，将从澳大利亚大奖赛开始回归车队参赛。
匈牙利大奖赛前，维特尔首次启用自己的社交媒体账号，并宣布将于2022年赛季结束后退役。

## 車名
受到第二次世界大战轟炸機飛行員的啟發，維泰爾使命名賽車成為他的一個慣例。車隊成員抵達並開始準備這一賽季的比賽時，維泰爾邀請他們吃飯並且分享這輛賽車將如何命名。「和賽車結下不解之緣是很重要的，就像船，賽車在命名過後更能顯現她的性感。」（It's important to have a close relationship with a car. Like a ship, a car should be named after a girl as it's sexy.）2008年，從他第一個完整的賽季開始，駕駛著紅牛STR3被命名為Julie，接著是Kate與Kate's Dirty Sister用於2009年的紅牛RB5、2010年的紅牛RB6則名為Luscious Liz和Randy Mandy、2011年的紅牛RB7為Kinky Kylie、2012年的紅牛RB8為Abbey，2013年的紅牛RB9名為Hungry Heidi，2014年的賽車紅牛RB10为Suzie。
维特尔在2015年加入法拉利车队之后，賽車法拉利SF15-T为Eva，2016年的賽車法拉利SF16-H为Margherita，2017年的賽車法拉利SF70H为Gina，2018年的賽車法拉利SF71H为Loria，2019年的賽車SF90為Lina，2020年的賽車SF1000為Lucilla。此車是他在法拉利车队駕駛的第六部，亦是他為該車隊駕駛的最後一部賽車。
维特尔為阿斯顿·马丁车队的阿斯顿·马丁AMR21以鐵金剛勇破神秘島中的邦女郎命名，由烏爾蘇拉·安德烈斯飾演的Honey Ryder命名。2022年賽季沒有為AMR22命名。

### 車名一覽
| 賽季   | 車隊                     | 底盤             | 車名         | 車名                | 備註   |
| ------ | ------------------------ | ---------------- | ------------ | ------------------- | ------ |
| 2008年 | 紅牛第二車隊             | 紅牛二隊STR3     | Julie        | Julie               | [ 28 ] |
| 2009年 | 紅牛車隊                 | 紅牛車隊紅牛RB5  | Kate         | Kate's Dirty Sister | [ 29 ] |
| 2010年 | 紅牛車隊                 | 紅牛車隊RB6      | Luscious Liz | Randy Mandy         | [ 30 ] |
| 2011年 | 紅牛車隊                 | 紅牛車隊RB7      | Kinky Kylie  | Kinky Kylie         | [ 31 ] |
| 2012年 | 紅牛車隊                 | 紅牛車隊RB8      | Abbey        | Abbey               | [ 32 ] |
| 2013年 | 紅牛車隊                 | 紅牛車隊RB9      | Hungry Heidi | Hungry Heidi        | [ 33 ] |
| 2014年 | 紅牛車隊                 | 紅牛車隊RB10     | Suzie        | Suzie               | [ 27 ] |
| 2015年 | 法拉利車隊               | 法拉利SF15-T     | Eva          | Eva                 | [ 34 ] |
| 2016年 | 法拉利車隊               | 法拉利SF16-H     | Margherita   | Margherita          | [ 35 ] |
| 2017年 | 法拉利車隊               | 法拉利SF70H      | Gina         | Gina                | [ 36 ] |
| 2018年 | 法拉利Mission Winnow車隊 | 法拉利SF71H      | Loria        | Loria               | [ 37 ] |
| 2019年 | 法拉利Mission Winnow車隊 | 法拉利SF90       | Lina         | Lina                | [ 38 ] |
| 2020年 | 法拉利Mission Winnow車隊 | 法拉利SF1000     | Lucilla      | Lucilla             | [ 39 ] |
| 2021年 | 奧斯頓·馬丁高知特F1車隊  | 奧斯頓·馬丁AMR21 | Honey Ryder  | Honey Ryder         | [ 40 ] |

## 賽車生涯成績

### 職業生涯摘要
| 賽季   | 賽事                 | 車隊                        | 場數 | 勝利 | 桿位 | 最快圈速 | 頒獎台 | 分數 | 名次 |
| ------ | -------------------- | --------------------------- | ---- | ---- | ---- | -------- | ------ | ---- | ---- |
| 2003年 | 德國寶馬方程式       | Eifelland Racing            | 19   | 5    | 5    | 4        | 12     | 216  | 亞軍 |
| 2004年 | 德國寶馬方程式       | ADAC Berlin-Brandenburg     | 20   | 18   | 14   | 13       | 20     | 387  | 冠軍 |
| 2005年 | 三級方程式歐洲系列賽 | ASL Mücke Motorsport        | 20   | 0    | 0    | 1        | 5      | 57   | 第5  |
| 2005年 | 三級方程式大師賽     | ASL Mücke Motorsport        | 1    | 0    | 0    | 0        | 0      | N/A  | 第11 |
| 2005年 | 西班牙三級方程式     | Racing Engineering          | 1    | 0    | 0    | 0        | 1      | 8    | 第15 |
| 2005年 | 澳門格蘭披治大賽車   | ASM Formule 3               | 1    | 0    | 0    | 0        | 1      | N/A  | 季軍 |
| 2006年 | 三級方程式歐洲系列賽 | ASM Formule 3               | 20   | 4    | 1    | 5        | 9      | 75   | 亞軍 |
| 2006年 | 三級方程式大師賽     | ASM Formule 3               | 1    | 0    | 0    | 0        | 0      | N/A  | 第6  |
| 2006年 | 雷諾方程式3.5系列賽  | 卡林車隊                    | 3    | 1    | 1    | 0        | 2      | 28   | 第15 |
| 2006年 | 澳門格蘭披治大賽車   | 卡林車隊                    | 1    | 0    | 0    | 0        | 0      | N/A  | 第23 |
| 2007年 | 雷諾方程式3.5系列賽  | 卡林車隊                    | 7    | 1    | 1    | 1        | 4      | 74   | 第5  |
| 2007年 | 一級方程式賽車       | 寶馬薩伯F1車隊              | 1    | 0    | 0    | 0        | 0      | 6    | 第14 |
| 2007年 | 一級方程式賽車       | 紅牛第二車隊                | 7    | 0    | 0    | 0        | 0      | 6    | 第14 |
| 2008年 | 一級方程式賽車       | 紅牛第二車隊                | 18   | 1    | 1    | 0        | 1      | 35   | 第8  |
| 2009年 | 一級方程式賽車       | 紅牛車隊                    | 17   | 4    | 4    | 3        | 8      | 84   | 亞軍 |
| 2010年 | 一級方程式賽車       | 紅牛車隊                    | 19   | 5    | 10   | 3        | 10     | 256  | 冠軍 |
| 2011年 | 一級方程式賽車       | 紅牛車隊                    | 19   | 11   | 15   | 3        | 17     | 392  | 冠軍 |
| 2012年 | 一級方程式賽車       | 紅牛車隊                    | 20   | 5    | 6    | 6        | 10     | 281  | 冠軍 |
| 2013年 | 一級方程式賽車       | Infiniti紅牛車隊            | 19   | 13   | 9    | 7        | 16     | 397  | 冠軍 |
| 2014年 | 一級方程式賽車       | Infiniti紅牛車隊            | 19   | 0    | 0    | 2        | 4      | 167  | 第5  |
| 2015年 | 一級方程式賽車       | 法拉利車隊                  | 19   | 3    | 1    | 1        | 13     | 278  | 季軍 |
| 2016年 | 一級方程式賽車       | 法拉利車隊                  | 18   | 0    | 0    | 3        | 7      | 212  | 第4  |
| 2017年 | 一級方程式賽車       | 法拉利車隊                  | 20   | 5    | 4    | 5        | 13     | 317  | 亞軍 |
| 2018年 | 一級方程式賽車       | 法拉利Mission Winnow車隊    | 21   | 5    | 5    | 3        | 12     | 320  | 亞軍 |
| 2019年 | 一級方程式賽車       | 法拉利Mission Winnow車隊    | 21   | 1    | 2    | 2        | 9      | 240  | 第5  |
| 2020年 | 一級方程式賽車       | 法拉利Mission Winnow車隊    | 17   | 0    | 0    | 0        | 1      | 33   | 第13 |
| 2021年 | 一級方程式賽車       | 阿斯顿·马丁高知特F1车队     | 22   | 0    | 0    | 0        | 1      | 43   | 第12 |
| 2022年 | 一级方程式赛车       | 阿斯顿·马丁阿美高知特F1车队 | 20   | 0    | 0    | 0        | 0      | 37   | 第12 |

### 一級方程式賽車成績
（图例）粗體為桿位出賽，斜體為最快圈速
| 賽季   | 車隊                            | 底盤              | 引擎                             | 1       | 2        | 3        | 4      | 5       | 6      | 7      | 8      | 9      | 10     | 11      | 12    | 13      | 14     | 15      | 16     | 17       | 18      | 19      | 20       | 21      | 22    | 排名 | 積分 |
| ------ | ------------------------------- | ----------------- | -------------------------------- | ------- | -------- | -------- | ------ | ------- | ------ | ------ | ------ | ------ | ------ | ------- | ----- | ------- | ------ | ------- | ------ | -------- | ------- | ------- | -------- | ------- | ----- | ---- | ---- |
| 2006年 | 寶馬薩伯F1車隊                  | 寶馬薩伯F1.06     | 寶馬P86 2.4 V8                   | 巴林    | 馬       | 澳       | 聖     | 欧      | 西     | 摩     | 英     | 加     | 美     | 法      | 德    | 匈      | 土 TD  | 意 TD   | 中 TD  | 日 TD    | 巴西 TD |         |          |         |       |      |      |
| 2007年 | 寶馬薩伯F1車隊                  | 寶馬薩伯F1.07     | 寶馬P86/7 2.4 V8                 | 澳 TD   | 馬 TD    | 巴林     | 西     | 摩      | 加     | 美 8   | 法     | 英     | 欧     |         |       |         |        |         |        |          |         |         |          |         |       | 第14 | 6    |
| 2007年 | 紅牛第二車隊                    | 紅牛二隊STR2      | 法拉利056 2.4 V8                 |         |          |          |        |         |        |        |        |        |        | 匈 16   | 土 19 | 意 18   | 比 Ret | 日 Ret  | 中 4   | 巴西 Ret |         |         |          |         |       | 第14 | 6    |
| 2008年 | 紅牛第二車隊                    | 紅牛二隊STR2B     | 法拉利056 2.4 V8                 | 澳 Ret  | 馬 Ret   | 巴林 Ret | 西 Ret | 土 17   |        |        |        |        |        |         |       |         |        |         |        |          |         |         |          |         |       | 第8  | 35   |
| 2008年 | 紅牛第二車隊                    | 紅牛二隊STR3      | 法拉利056 2.4 V8                 |         |          |          |        |         | 摩 5   | 加 8   | 法 12  | 英 Ret | 德 8   | 匈 Ret  | 欧 6  | 比 5    | 1      | 新 5    | 日 6   | 中 9     | 巴西 4  |         |          |         |       | 第8  | 35   |
| 2009年 | 紅牛車隊                        | 紅牛車隊紅牛RB5   | 雷諾RS27 2.4 V8                  | 澳 13   | 馬 15    | 中 1     | 巴林 2 | 西 4    | 摩 Ret | 土 3   | 英 1   | 德 2   | 匈 Ret | 欧 Ret  | 比 3  | 8       | 新 4   | 日 1    | 巴西 4 | 阿 1     |         |         |          |         |       | 亚軍 | 84   |
| 2010年 | 紅牛車隊                        | 紅牛車隊RB6       | 雷諾RS27 2.4 V8                  | 巴林 4  | 澳 Ret   | 馬 1     | 中 6   | 西 3    | 摩 2   | 土 Ret | 加 4   | 欧 1   | 英 7   | 德 3    | 匈 3  | 比 15   | 4      | 新 2    | 日 1   | 韩 Ret   | 巴西 1  | 阿 1    |          |         |       | 冠軍 | 256  |
| 2011年 | 紅牛車隊                        | 紅牛車隊RB7       | 雷諾RS27-2011 2.4 V8             | 澳 1    | 馬 1     | 中 2     | 土 1   | 西 1    | 摩 1   | 加 2   | 欧 1   | 英 2   | 德 4   | 匈 2    | 比 1  | 1       | 新 1   | 日 3    | 韩 1   | 印 1     | 阿 Ret  | 巴西 2  |          |         |       | 冠軍 | 392  |
| 2012年 | 紅牛車隊                        | 紅牛車隊RB8       | 雷諾RS27-2012 2.4 V8             | 澳 2    | 馬 11    | 中 5     | 巴林 1 | 西 6    | 摩 4   | 加 4   | 欧 Ret | 英 3   | 德 5   | 匈 4    | 比 2  | 22      | 新 1   | 日 1    | 韩 1   | 印 1     | 阿 3    | 美 2    | 巴西 6   |         |       | 冠軍 | 281  |
| 2013年 | Infiniti紅牛車隊                | 紅牛車隊RB9       | 雷诺RS27-2013 2.4 V8             | 澳 3    | 马 1     | 中 4     | 巴林 1 | 西 4    | 摩 2   | 加 1   | 英 Ret | 德 1   | 匈 3   | 比 1    | 1     | 新 1    | 韩 1   | 日 1    | 印 1   | 阿 1     | 美 1    | 巴西 1  |          |         |       | 冠軍 | 397  |
| 2014年 | Infiniti紅牛車隊                | 紅牛車隊RB10      | 雷诺Energy F1-2014 1.6 V6t       | 澳 Ret  | 马 3     | 巴林 6   | 中 5   | 西 4    | 摩 Ret | 加 3   | 奥 Ret | 英 5   | 德 4   | 匈 7    | 比 5  | 6       | 新 2   | 日 3    | 俄 8   | 美 7     | 巴西 5  | 阿 8    |          |         |       | 第5  | 167  |
| 2015年 | 法拉利車隊                      | 法拉利SF15-T      | 法拉利060 1.6 V6t                | 澳 3    | 馬 1     | 中 3     | 巴林 5 | 西 3    | 摩 2   | 加 5   | 奧 4   | 英 3   | 匈 1   | 比 12†  | 義 2  | 新 1    | 日 3   | 俄 2    | 美 3   | 墨 Ret   | 巴西 3  | 阿 4    |          |         |       | 季軍 | 278  |
| 2016年 | 法拉利車隊                      | 法拉利SF16-H      | 法拉利061 1.6 V6t                | 澳 3    | 巴林 DNS | 中 2     | 俄 Ret | 西 3    | 摩 4   | 加 2   | 歐 2   | 奥 Ret | 英 9   | 匈 4    | 德 5  | 比 6    | 3      | 新 5    | 马 Ret | 日 4     | 美 4    | 墨 5    | 巴西 5   | 阿 3    |       | 第4  | 212  |
| 2017年 | 法拉利車隊                      | 法拉利SF70H       | 法拉利062 1.6 V6t                | 澳 1    | 中 2     | 巴林 1   | 俄 2   | 西 2    | 摩 1   | 加 4   | 4      | 奧 2   | 英 7   | 匈 1    | 比 2  | 3       | 新 Ret | 馬 4    | 日 Ret | 美 2     | 墨 4    | 巴西 1  | 阿 3     |         |       | 亞軍 | 317  |
| 2018年 | 法拉利Mission Winnow車隊        | 法拉利SF71H       | 法拉利063 1.6 V6t                | 澳 1    | 巴林 1   | 中 8     | 4      | 西 4    | 摩 2   | 加 1   | 法 5   | 奧 3   | 英 1   | 德 Ret  | 匈 2  | 比 1    | 4      | 新 3    | 俄 3   | 日 6     | 美 4    | 墨 2    | 巴西 6   | 阿 2    |       | 亞軍 | 320  |
| 2019年 | 法拉利Mission Winnow車隊        | 法拉利SF90        | 法拉利064 1.6 V6t                | 澳 4    | 巴林 5   | 中 3     | 3      | 西 4    | 摩 2   | 加 2   | 法 5   | 奥 4   | 英 16  | 德 2    | 匈 3  | 比 4    | 13     | 新 1    | 俄 Ret | 日 2     | 墨 2    | 美 Ret  | 巴西 17† | 阿 5    |       | 第5  | 240  |
| 2020年 | 法拉利Mission Winnow車隊        | 法拉利SF1000      | 法拉利065 1.6 V6t                | 奧 10   | Ret      | 匈 6     | 英 10  | 周年 12 | 西 7   | 比 13  | Ret    | 托 10  | 俄 13  | 艾費 11 | 葡 10 | 艾米 12 | 土 3   | 巴林 13 | 薩 12  | 阿 14    |         |         |          |         |       | 第13 | 33   |
| 2021年 | 奧斯頓·馬丁 高知特F1車隊        | 奧斯頓·馬丁 AMR21 | 梅賽德斯F1 M12 EQ Power+ 1.6 V6t | 巴林 15 | 艾米 15† | 葡 13    | 西 13  | 摩 5    | 亞塞 2 | 法 9   | 史 12  | 奧 17† | 英 Ret | 匈 DSQ  | 比 5‡ | 荷 13   | 12     | 俄 12   | 土 18  | 美 10    | 墨 7    | 聖保 11 | 卡 10    | 沙 Ret  | 阿 11 | 第12 | 43   |
| 2022年 | 阿斯顿·马丁沙特阿美高知特F1车队 | 阿斯顿·马丁AMR22  | 梅賽德斯F1 M13 EQ Power+ V6t     | 巴林    | 沙       | 澳 Ret   | 艾米 8 | 迈 17†  | 西 11  | 摩 10  | 6      | 加 12  | 英 9   | 奥 17   | 法 11 | 匈 10   | 比 8   | 荷 14   | Ret    | 新 8     | 日 6    | 美 8    | 墨 14    | 圣保 11 | 阿 10 | 第12 | 37   |

†未完赛，但已完成赛事总里程的90%。
‡由於未能完成原定賽程的75%，車手只有一半分數。

### 一级方程式纪录
| 记录                           | 记录        | 达成时间                                                                               |
| ------------------------------ | ----------- | -------------------------------------------------------------------------------------- |
| 最長連續大滿貫                 | 2           | 2013年新加坡大獎賽和2013年韓國大獎賽                                                   |
| 單季最多桿位                   | 15          | 2011年                                                                                 |
| 最年輕桿位獲得者               | 21岁又72天  | 2008年意大利大奖赛（2008年9月13日）                                                    |
| 最年輕桿位及分站冠軍           | 21岁又73天  | 2008年意大利大奖赛（2008年9月14日）                                                    |
| 最年輕桿位、分站冠軍及最快圈速 | 21岁又353天 | 2009年英国大奖赛（2009年6月21日）                                                      |
| 最年輕世界冠軍車手             | 23岁又135天 | 2010赛季（2010年11月14日）                                                             |
| 最年轻世界亚军车手             | 22岁又121天 | 2009赛季（2009年11月1日）                                                              |
| 最快受到处罚时间               | 6秒         | 2006年土耳其大奖赛（2006年8月25日）（在他的职业生涯开始后6秒，由于维修区内超速而受罚） |

1. ↑  紀錄與阿爾貝托·阿斯卡里（1952賽季）和吉姆·克拉克（1963賽季）共同保持

## 外部連結
- （德文）官方网站
- （英文）塞巴斯蒂安·維泰爾 在DriverDB.com上的职业生涯数据（英文）